# Mala sirena (1989.)
Mala sirena (eng. The Little Mermaid) je američki fantastični animirani film iz 1989. godine redatelja Rona Clementsa i Johna Muskera u produkciji Walt Disney Feature Animationa. Film je nastao prema istoimenoj bajci koju je napisao Hans Christian Andersen. To je 28. animirani film iz Disneyjevog studija kojim je započeo veliki uspjeh studija u narednom desetljeću. Radnja se vrti oko mlade sirene koja se zaljubila u čovjeka Erica te odlučila transformirati u ljudsko obličje. Godine 2006. izašlo je i novo DVD izdanje na hrvatsko tržište. Nastavci pod nazivom Mala sirena 2: Povratak u more objavljen je 2000. godine i Mala sirena 3: Arielino djetinstvo 2008. godine. Mala sirena premijerno je prikazala u kinima 17. studenog 1989. s koje je na filmsku premijeru otišla s pozitivnim mišljenjima i odličnim kritikama.

## Radnja
Duboko ispod mora kralj Triton, vladar oceana, se spustio u arenu kako bi uživao u koncertu kojeg je pripremio rak Sebastian, a u kojem nastupaju sve njegove kćerke. Koncert krene, no publika se šokira kada se ispostavi da se Tritonova najmlađa kćerka, 16-godišnja sirena Ariela, nije pojavila te je tako upropastila predstavu. Ariela u međuvremenu sa svojim najboljim prijateljem ribom Flounderom istražuje potonuli brod i skuplja ljudske predmete. Tada ih napadne morski pas, no oni pobjegnu i na površini sretnu šašavog galeba Scuttlea, koji im potpuno krivo objasni da se vilica koristi kao češalj, a lula kao truba. Tada se Ariela sjeti da je trebala biti na koncertu te se vrati i ispriča ocu. Sebastian stoga dobije zadaću promatrati ju. On se iznenadi kada se Ariela zagleda u čovjeka, princa Erika, koji je plesao na nekom brodu. Tada izbije oluja i brod potone, ali ga Ariela spasi te se zaljubi u njega.
Ona se počne neobično ponašati te Triton od Sebastiana otkrije da je zaljubljena u čovjeka, što ga toliko iznenadi da joj uništi njenu cijelu zbirku ljudskih predmeta. Ariela se rastuži i otiđe plakati na stijenu.Morska vještica Ursula je sve to nadgledala i poslala svoje murine da dovedu Arielu do nje.Ariela tako zanošena tugom pristane ići s njima do vještice te sklopi ugovor s njom da će ju pretvoriti u čovjeka kako bi mogla biti s Erikom, ali će joj zauzvrat morati dati svoj glas a ako ju za tri dana on ne poljubi, ona će postati njena robinja. Ariela pristane te ju Ursula pretvori u čovjeka. Zatim joj Flounder i Sebastian pomognu izaći na kopno. Ariela se tada ošamuti, a Flounder i Sebastian je odvedu do stijene. U međuvremenu Erik je i dalje tražio svoju spasiteljicu, nije je mogao zaboraviti.
Kada se Ariela kasnije probudila, oduševljeno je pogledala svoje noge. Scuttle je obuče u brodsko sidro. Princ Erik ju tada pronađe, ali zaključi da ga ona nije spasila iz mora jer je nijema, a on je čuo krasno pjevanje. Ipak, s vremenom se njih dvoje zbliži. No Ursula je sve to nadgledala i postane ljubomorna te odluči da mora spriječiti da se Erik zaljubi u Arielu.Tada se Ursula pretvori u ljepoticu i nadjene si ime Vanessa te s glasom kijeg je ukrala Arieli začara Erika da se uda za nju. Ariela shvati da je Ursula varala, a Sebastian, galebi i druga morska bića napadnu Ursulu. Ursuli se tad razbila ogrlica u kojoj je držala Arielin glas.Arielin glas se tada vrati i Erik ju prepozna. No bilo je prekasno za poljubac te se Ariela ponovno pretvori u sirenu i Ursula ju odvede kao robinju ispod mora i nagodi se s Tritonom da će postati vladarica mora zauzvrat Arieline slobode.Tada Ursula postane kraljica oceana i pokuša uništiti Arielu ali se Erik pojavi i rani Ursulu tako da joj harpunom ozlijedi ruku. Zatim Ursula naredi svojim murinama da svežu Erika i povuku ga u dubine,ali ga Flounder i Sebastian spase. U međuvremenu Ursula napada Arielu i tvori snažan vodeni vrtlog koji je iz dna mora podigao sve brodove.  Erik se je uspio ukrcati na jedan brod i zaleti se s njim u Ursulu te ju probode. Ursula nestane, Triton ponovno postane kralj oceana. Ariela se zagleda u iscrpljenog Erika, a Triton je sada razumio ljubav koja povezuje mlade. Trozubcem Arieli stvori umjesto zelenog repa zvonoliku plavu haljinu i noge. Ariela i Erik se kasnije vjenčaju i zapute u kraljevski dvorac.

## Uloge
- Jodi Benson kao Ariel
- Christopher Daniel Barnes kao princ Erik
- Pat Carroll kao Ursula
- Samuel E. Wright kao Sebastian
- Jason Marin kao Flounder
- Kenneth Mars kao Kralj Triton
- Buddy Hackett kao Scuttle
- Ben Wright kao Grimsby
- Paddi Edwards kao Flotsam i Jetsam
- Edie McClurg kao Carlotta the Maid
- Will Ryan kao Harold the Seahorse
- Frank Welker kao Max the Sheepdog
- Rene Auberjonois kao Louis the Chef

## Hrvatska sinkronizacija
- Renata Sabljak kao Ariela
- Hrvoje Klobučar kao princ Erik
- Ivana Vlkov Wagner kao Ursula
- Dražen Bratulić kao Sebastian
- David Jakovljević kao Flounder
- Zvonimir Zoričić kao Kralj Triton
- Pero Juričić kao Scuttle
- Zorko Rajčić kao Gregor
- Rakan Rushaidat kao Murina i Gruina
- Vanda Vujanić kao Charlotta
- Živko Anočić kao Seahorse
- Adalbert Turner kao Chef Louis

## Nagrade
- 2 osvojena Oscara  (najbolja glazba, pjesma "Na morskom dnu") i jedna nominacija (najbolja pjesma "Poljubac")
- 2 osvojena Zlatna globusa (najbolja glazba, pjesma "Na morskom dnu") i 2 nominacije (najbolji film – komedija ili mjuzikl, pjesma "Poljubac")

## Zanimljivosti
- Studio Disney je planirao napraviti animiranu verziju o maloj sireni još u 1930-ima, a i ilustrator Kay Nielsen je pripremio velik broj skica za priču.
- Sherri Stoner je bila model za animiranu Ariel. Glumica Alyssa Milano je navodno također bila uzor za njen izgled.
- Film je imao najviše specijalnih efekata u animaciji u nekom Disneyjevom filmu od ostvarenja "Fantazija" iz 1940.
- Jedan dio animacije napravljen je u Kini.
- U ekspoziciji, kada se kralj Triton spušta u arenu, Mickey Mouse, Šiljo i Paško Patak se mogu nakratko primijetiti s leđa kako sjede u publici.
- Transvestit Divine je bio uzor za vješticu Ursulu.
- "Mala sirena" je označila povratak studija Disney nakon 10-godišnjeg komercijalno neuspješnog razdoblja, započetog od filma "Crna rupa" iz 1979.
- Pravo ime raka Sebastiana je Horatio Thelonius Ignatius Crustatious Sebastian.
- Imena Arielinih sestara su Aquatta, Andrina, Arista, Adella, Alana i Attina.
- U par prizora Ariel sjedi na kamenu, što je referenca na kip male sirene u Kopenhagenu.
- Ariel je namjerno ima crvenu kosu kako bi se razlikovala od Daryl Hannah iz film "Splash" iz 1984.
- Mala sirena smatra se najuspješnijim Disney filmom ikad.
- "Mala sirena" je prvi Disneyjev animirani film koji je nominiran za Zlatni globus za najbolji film.

## Kritike
Većina kritičara se složila da je "Mala sirena" krasan animirani film, dok je samo manjina prigovarala djetinjastom ugođaju. Roger Ebert je filmu u svojoj recenziji dao 4/4 zvijezde; "Disneyjeva "Mala sirena" je vesela i inventivna animirana fantazija - film koji je toliko kreativan i toliko zabavan da zaslužuje usporedbu s najboljim Disneyjevim filmovim u prošlosti... Dva ključna elementa izdvajaju "Malu sirenu" od slabijih nedavnih animiranih ostvarenja. Jedan je da je Ariel potpuno ostvaren ženski lik koji misli i djeluje nezavisno, čak i buntovno, umjesto da pasivno visi i čeka da sudbina odlučuje o njenom životu. Zbog toga što je pametna i razmišlja za sebe, imamo simpatije za njene planove. Drugi element uključuje samu priču; neobična je i pametna... Nedavno se razvilo mišljenje da su animirani filmovi samo za djecu. Ali zašto? Umjetnost animacije ima snagu koja može privući bilo koga, samo ako nije ograničena na glupu priču".
Dean Šoša, kritičar Nacionala, je također pisao pohvale; "Nema bolje potvrde za tezu o nekvaliteti posljednjih Disneyjevih crtića, poput "Zova divljine", od njihove usporedbe s "Malom sirenom", velikim hitom s kraja 80-ih, koji je, nakon desetljeća kriza, otvorio seriju uspjelih dugometražnih crtića čuvenog studija. Bolja i od razvikanog "Kralja lavova", "Mala sirena" osvaja bogatom pričom, maštovitim likovima i briljantnom klasičnom animacijom. Pitanje je samo hoće li današnje klince zanimati takav složen crtić u kojem svaka nevina scena krije suptilno poneku okrutnost, a animatori glavnu negativku koncipiraju prema liku legendarnog Watersovog transvestita Divine? Hrvatska sinkronizacija još jednom je obavljena tako da ništa nećete propustiti ako ne vidite izvornu verziju filma".

## Unutarnje poveznice
- Disneyjevi klasici

## Vanjske poveznice
- Mala sirena u internetskoj bazi filmova IMDb-a
- Recenzije na Rottentomatoes.com
- Službena stranica o novom DVD izdanju
- Promjene u novom DVD izdanju